# Reflexions Vol.1
A Reflexions Vol.1 című album a francia K-Mel 2001-ben megjelent stúdióalbuma a Delabel kiadó által. A lemezen olyan művészek közreműködtek, mint Julie Sona, Nate Dogg, Phife Dawg, G-Live, H.B.M., Karim, Zecker, Masani El-Shabazz.

## Megjelenések
CD  Franciaország Delabel – 7243 8505172 2
1. Intro
2. Bitch · Je N'appelle Pas Les Femmes...
3. Question De Langage Featuring – Julie Sona
4. J'écris Pour Ma Liberté
5. Solo Movement Featuring – Phife Dawg
6. Fonk You
7. Définition  Featuring – G-Live
8. Mon But Est Fixé
9. West "Chino" Coast Interlude
10. Reflexions  Featuring – Nate Dogg
11. Je Ne Change Pas Mon Nom
12. I Want It All  Featuring – Warren G
13. 12 Ans D'Absence
14. Bizness Featuring – Masani El-Shabazz
15. Mon Microphone Est Mon Seul Ami  Featuring – Cunnie Williams
16. Plus Hip-Hop Que Qui ?  Featuring – Solo
17. Creil City 2000  Featuring – G-Live, H.B.M., Karim, Zecker
18. Outro

## Slágerlista

### Slágerlista
| Év   | Cím             | Slágerlista | Slágerlista |
| ---- | --------------- | ----------- | ----------- |
| Év   | Cím             | FR          |             |
| 2001 | Reflexions Vo.1 | 48          |             |